# Velarifictorus problematicus
Velarifictorus problematicus är en insektsart som beskrevs av Andrej Vasiljevitj Gorochov 1996. Velarifictorus problematicus ingår i släktet Velarifictorus och familjen syrsor. Inga underarter finns listade i Catalogue of Life.